# Famille de Montluel
La famille de Montluel est une famille noble originaire de Montluel, aujourd'hui commune située dans le département de l'Ain.

## Titres, droits et charges
Liste non exhaustive des titres que porta la famille de Montluel suivant les périodes :
- seigneurs de Châtillon, de Monluel, de Montanay.

Des membres de la famille ont été châtelains du comte de Savoie pour les châtellenies de, :
- Mornex (1450-1451, 1453-1466).

## Historique
Dès février 1326 la seigneurie de Montluel se retrouve sous domination Dauphinoise et ceci jusqu'en 1343 et la vente de la seigneurie aux Capétiens-Valois. Le traité de Paris de 1355 donne Montluel à Amédée VI de Savoie et fait ainsi de la seigneurie une place forte frontalière des États de Savoie.

## Branche
Une autre branche des seigneurs de Montluel, la branche des Montluel seigneur de Châtillon, a été en possession au Xe siècle des territoires de Châtillon, ancienne capitale de la Chautagne, et actuel hameau de Chindrieux, autour d'un château, le château de Châtillon.

## Héraldique
| Famille de Montluel | Les armes de la famille de Montluel se blasonnent ainsi : parti d'azur et de sable, à la croix tréflée d’argent brochant sur la partition. Blason apparu vers le ... |

## Filiation
- Humbert Ier de Montluel (vivant vers 1080), seigneur de Montluel, fondateur du prieuré de l'ordre de Saint-Ruf de La Boisse[2]. Probable grand-père du suivant Pierre de Montluel[4].
  - N
    - Pierre de Montluel (vivant vers 1173 encore cité en 1176), chevalier, seigneur de Montluel, adjoint la seigneurie de Montanay à la seigneurie de Montluel[2]
      - Humbert II de Montluel (°vers 1205-†1236 le 13 août), chevalier, seigneur de Montluel, il teste en août 1236[5].
        - Pierre II de Montluel (°vers 1225- encore cité en 1243), chevalier, seigneur de Montluel, père d'Humbert III et d'Étienne.
          - Humbert III de Montluel (vivant en 1256 et encore cité en 1269), marié à 1/ N, 2/ Isabelle de Savoie (fille de Louis, baron de Vaud, et de Jeanne de Montford) (°vers 1210-) ; seigneur de Montluel et de Valbonne.
            - 1/ Alix de Montluel (†vers 1250), mariée à Berlion V de la Tour du Pin (°vers 1187-†vers 1250), seigneur de Vinay.
            - 2/ Humbert IV de Montluel (vivant en 1276-†1289), mariée à Alix de la Tour (dame de Vergieu, fille d'Albert de la Tour et de Béatrix de Coligny) ; chevalier, seigneur de Montluel, initiateur de la construction de la (nouvelle) chapelle Saint-Barthélémy de Montluel près du château de Montluel[2],[5],[6].
              - Guy de Montluel (vivant en 1280 et encore cité en 1300), marié en 1280 à Marguerite de Coligny, dame de Coligny-le-Vieux (fille et héritière de Guillaume III), seigneur de Montluel et de Coligny-le-Vieux[4].
                - Jean de Montluel (vivant en 1324 et encore cité en 1326), marié à Jeanne de Luyrieux (fille de Jean, seigneur de Luyrieux, et de Marie de Miribel) ; seigneur de Montluel, de Coligny-le-Vieux et de Chevreault. Sans descendance, il lègue en 1326, tous ses biens à Henri Dauphin, évêque de Metz, pour son neveu le dauphin Guigues VIII ; Henri Dauphin était devenu régent du Dauphiné du Viennois au nom de son neveu, en 1318[6].
                - Marguerite de Montluel, mariée à Philippe de Vienne, seigneur de Pymont.
                - Jeannette de Montluel (vivante en 1319), célibataire.
                - Alix de Montluel, célibataire.

              - Béatrix de Montluel, abbesse de Bons en Bugey (1322).
              - Catherine de Montluel, (teste en 1320), mariée en premières noces avec Jean, seigneur de Cuseau en Bresse, puis en secondes noces avec Simon de Montbéliard, seigneur de Montrond et de Maillot.

            - 2/ Guy de Montluel (°vers 1245-†vers 1293), seigneur de Châtillon en Chautagne (voir ci-dessous la branche des Montluel, seigneur de Châtillon).
            - 2/ Bremon, chevalier, sans postérité.
            - 2/ Humbert le jeune, chanoine et comte de Lyon (1290-1307).

          - Étienne de Montluel († 1268), archidiacre de Cantorbéry et de Vienne[4].

        - Marguerite de Montluel mariée au seigneur de Saint-Amour.
        - Élisabeth de Montluel mariée à Arnaud, chevalier, seigneur de Guily.
        - Marthe de Montluel mariée à Guigues, seigneur de Buyes.
        - Alix de Montluel mariée à Berlion de la Tour, chevalier.

Branche des Montluel seigneurs de Châtillon
Ils sont pour cette possession les vassaux des comtes de Savoie.
- Guy de Montluel (° vers 1245-† vers 1293), chevalier, marié avec Marguerite Alleman (°vers 1248-†vers 1320), père de Jean de Montluel et de Béatrix de Montluel.
  - Jean de Montluel, (°vers 1268-), seigneur de Châtillon en Chautagne, père de Henry de Montluel
    - Henry de Montluel (†1346), marié avec Briande D'Hauteville, père de Guy de Montluel
      - Guy de Montluel (°vers 1320-), seigneur de Châtillon en Chautagne, marié à Alix de La Baume (1350), père de Mye de Montluel
        - Mye de Montluel (†1401), mariée le 3 décembre 1387 avec Henri, seigneur de Menthon (†1437)

  - Béatrix de Montluel (°vers 1269-)

Sont également cités :
- Hugues de Montluel (cité en 1263)[7].
- Guigues de Montluel (cité en 1356[7] ou en 1358[8]
  - Jean de Montluel (†1455)
    - Humbert de Montluel (cité en 1453-†1485), chevalier, seigneur de Châteaufort, lieutenant général en Bresse, Revermont, Dombes et la Valbonne (1453-1454)[7],[9].
      - Françoise de Montluel (cité en 1477), fille d'Humbert est marié en 1477[7], à Claude de Seyssel.

    - Guillaume de Montluel (cité en 1457)[7]
    - Alexandre de Montluel (cité en 1457)[7]

## Personnalités
- François de Montluel († entre avril 1530-septembre 1531), noble, magnifique seigneur, chevalier, seigneur de Châteaufort, chambellan et premier conseiller du comte de Genève (1524), gouverneur du Genevois (1524 à 1529), gouverneur du Bugey (1525-1528), Président de la Chambre des comptes du Genevois (1525 à sa mort)[10].

## Possessions
Liste non exhaustives des possessions tenues en nom propre ou en fief de la famille de Montluel :
- château de Chautagne (?), de Serrières (au XIVe siècle)[11] ;
- château de Châtillon, à Chindrieux ;
- château de Montluel, à Montluel (fin XIe-1326).
- château d'Hauteville, à Hauteville (XVe-1570)[12].